# Kacper Drużbicki
Kacper Drużbicki – polski fizykochemik, doktor habilitowany nauk fizycznych, specjalizujący się w fizyce chemicznej, spektroskopii molekularnej, materiałach zrównoważonych oraz wiązkach kwantowych. 

## Życiorys naukowy
Licencjat z chemii stosowanej/analitycznej uzyskał w 2006 r. w Państwowej Wyższej Szkole Zawodowej w Tarnowie, a tytuł magistra chemii w 2008 r. na Wydziale Chemii UJ. Tenże wydział nadał mu w 2012 r. stopień doktora chemii na podstawie rozprawy pt. „Complementary Studies of Mesomorphic and Physicochemical Properties of a Novel Antiferroelectric (S)-1-methylheptyl-4-(4'-decyloxybiphenylthiocarboxy)-benzoate (MHPSBO10)”, której promotorem był prof. Edward Mikuli. 
W 2012 r. został pracownikiem naukowym w Grupie Nieelastycznego Rozpraszania Neutronów, Oddziału Badań Neutronowych Faz Skondensowanych w Laboratorium Fizyki Neutronowej w Dubnej. Pracował też w Zespole Badań Przemian Fazowych Zakładu Fizyki Chemicznej na Wydziale Chemii UJ (w latach 2012–2014) oraz w Zakładzie Radiospektroskopii na Wydziale Chemii UAM. 
W 2019 r. na Wydziale  Fizyki UAM uzyskał stopień doktora habilitowanego nauk fizycznych na podstawie pracy pt. „Obliczenia DFT układów periodycznych jako narzędzie wspomagające badania struktury i własności dynamicznych kryształów molekularnych”. Od 2020 r. pracuje w Centrum Badań Molekularnych i Makromolekularnych PAN w Łodzi.